# Ministère de l'Intérieur et Sécurité (république démocratique du Congo)
Pour les articles homonymes, voir Ministère de l'Intérieur.
Le Ministère de l'Intérieur, Sécurité Décentralisation et Affaires Coutumières de la république démocratique du Congo est un ministère congolais chargé de la politique de l’administration du territoire.

## Missions
- La coordination des rapports entre les membres du gouvernement central et des gouverneurs de province ;
- L'organisation, du fonctionnement et de l'agrément des partis et regroupements politiques ;
- L'identification, de l'encadrement et du recensement administratif des populations ;
- Le suivi et la surveillance des mouvements des populations à l’intérieur du pays ;
- Du statut des réfugiés ;
- La collaboration avec la commission électorale nationale indépendante dans la préparation des élections ;
- La coordination de la gestion des catastrophes naturelles en collaboration avec les ministères concernés ;
- La protection des personnes déplacées internes ;
- La politique de la sûreté nationale intérieure et extérieure ;
- Le maintien de l’ordre public, de la sécurité publique et protection des personnes et de leurs biens ;
- Du pouvoir hiérarchique sur la Police nationale et les services de sécurité ;
- La politique de lutte contre le terrorisme ;
- La surveillance des frontières et la police des étrangers en république démocratique du Congo ;
- La gestion des matières relatives aux maisons de gardiennage ;
- L'élaboration des rapports périodiques sur l’État de la Nation ;
- L' application de la législation sur les armes à feu.

## Organisation
Le ministère de l'Intérieur et Sécurité de la république démocratique du Congo compte un effectif total de 237 016 personnels repartis comme suit :
- Secrétariat général (22 863 personnels) ;
  - La direction des études et de la planification ;
  - La direction financière ;
  - La direction des affaires administratives ;
  - La direction des affaires politiques ;
  - La direction de la population ;
  - La direction du maintien de l'ordre public ;

- La direction générale de migration (7 921 personnels)[1] ;
- l'agence nationale des renseignements (12 544 personnels) ;
- l'inspectorat général territoriale (844 personnels) ;
- L'École nationale de formation territoriale ;
- Le conseil de la protection civile ;
- Le conseil supérieur de la Police ;
- Le comité de suivi de la réforme de la Police ;
- Commissariat général de la Police nationale congolaise (192 653 personnels) ;
- L'inspection général de la Police nationale congolaise ;
- L'office national de l'identification de la population (98 personnels) ;
- La commission permanente des frontières en RDC (19 personnels) ;
- La commission nationale du désarmement et de la sécurité internationale ;
- La commission nationale de contrôle des armes légères et de petit calibre ;
- La commission nationale pour les réfugiés ;
- Le centre congolais antimines (74 personnels) ;
- La cellule de gestion des projets et des marchés publics ;
- Le secrétariat permanent de la conférence des gouverneurs ;
- Le mécanisme gouvernemental de la sécurité.